# Chemehuevi Valley
Chemehuevi Valley es un área no incorporada ubicada en el condado de San Bernardino en el estado estadounidense de California.

## Geografía
Chemehuevi Valley se encuentra ubicada en las coordenadas 34°31′35″N 114°25′13″O / 34.52639, -114.42028.